# برونو رولان
برونو رولان (بالفرنسية: Bruno Rolland )‏ (و. – م) هو كاتب سيناريو، وممثل، من فرنسا، ولد في باريس.

## وصلات خارجية
- برونو رولان على موقع IMDb (الإنجليزية)
- برونو رولان على موقع قاعدة بيانات الفيلم (الإنجليزية)